# Fruita confitada
La fruita confitada és aquella fruita que se submergeix i posteriorment es cuina en almívar per tal que perdi la seva humitat interior i es pugui, així, conservar. Les fruites confitades se solen emprar en l'elaboració de certs pastissos; preses de forma simple són una menja típica de Nadal.
El procés continu de submergir la fruita en almívar provoca que aquesta se saturi de sucre, evitant així el creixement de microbis que la podreixen, de manera que es poden mantenir diversos anys en bon estat sense necessitat de mesures de preservació addicionals. Depenent de la mida i el tipus de fruita, el procés de confitat pot suposar diversos dies. Es poden confitar peces senceres, trossos de fruita o tires de pell.
Les fruites confitades poden, posteriorment, ser glaçades o gebrades. Tots dos processos consisteixen a donar un recobriment de sucre a la fruita. El glaçatge aporta un recobriment uniforme i llis, mentre el gebratge dona un aspecte de «gebre» en solidificar el sucre sobre la fruita formant petits cristalls.
Algunes fruites que se solen confitar són els dàtils, les cireres marasques, la pinya i el gingebre. També es conserven bé les figues, préssecs, albercocs, peres, caramboles, pomes i fruites cítriques.

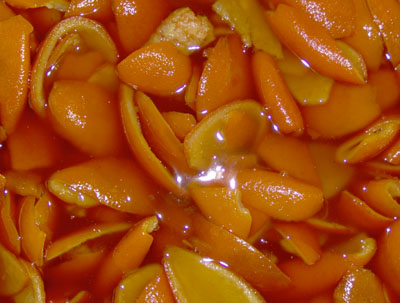
Pells de taronja en procés de confitat

## Història
La conservació mitjançant de la utilització del sucre (mel de palma i mel) ja era coneguda en les antigues cultures de la Xina i la Mesopotàmia. Sovint era l'únic mètode de conservació conegut: Els antics romans preservaven el peix submergit en mel. No obstant això, es considera com a veritables precursors del confitat modern als àrabs, que ja servien cítrics i roses confitades en el moment principal dels seus banquets. Amb la dominació àrab de parts del sud d'Europa, la fruita confitada va iniciar el seu camí cap a Occident. Els primers documents que ressenyen l'ús de fruites confitades a Europa es remunten al segle xvi. En aquesta època, les fruites confitades tenien un tractament similar al de les espècies. A Itàlia, es converteixen en l'ingredient clau d'alguns dels més famosos dolços de la seva tradició culinària: entre ells, el Panettone Milanès i la cassata Siciliana.